# Большеречка
Большеречка (рос. Большеречка) — присілок у Болотнинському районі Новосибірської області Російської Федерації.
Входить до складу муніципального утворення Баратаєвська сільрада. Населення становить 283 особи (2010).

## Історія
Згідно із законом від 2 червня 2004 року органом місцевого самоврядування є Баратаєвська сільрада.

## Населення
| 2002 | 2007 | 2010 |
| ---- | ---- | ---- |
| 360  | ↘339 | ↘283 |